# Hypselistes
Hypselistes là một chi nhện trong họ Linyphiidae.